# Bătălia de la Rovine
Bătălia de la Rovine a fost una dintre cele mai importante bătălii din istoria Țării Românești și a avut loc în data 17 mai 1395.

## Cadrul istoric
După moartea neașteptată a sultanului otoman Murad I pe câmpul de luptă de la Câmpia Mierlei (1389), fiul lui cel mare, Baiazid Ildîrîm, l-a urmat la tron. Imperiul lăsat de Murad I s-a dovedit repede fragil. Sub conducerea emirului din Karaman, principii anatolieni au profitat de evenimentele din Balcani și au pornit ofensiva împotriva otomanilor. Drept răspuns, Baiazid a strâns armata la Bursa, a recucerit teritoriile pierdute și a anexat emiratele din vestul Anatoliei.
În primăvara anului 1390 Ioan al VII-lea Paleologul, susținut de Baiazid, l-a detronat pe împăratul bizantin Ioan al V-lea. Deși autoritatea lui Ioan al VII-lea părea bine stabilită, Manuel al II-lea, fiul bătrânului împărat, a intervenit în septembrie 1390 alungându-l pe uzurpator.
Ioan al V-lea și-a încheiat domnia ca vasal otoman în timp ce fiul său era ținut ostatic la curtea sultanului. După moartea împăratului (1391), Manuel a evadat de sub supravegherea lui Baiazid și a fost încoronat împărat la Constantinopol, rămânând totuși un vasal obligat la plata unui tribut și constrâns la serviciu militar.
În acest timp, otomanii își întăreau dominația în Balcani, cucerindu-i pe conducătorii locali sau atrăgându-i prin timâruri - pământuri oferite în schimbul serviciului militar, însă situația nu le era favorabilă nicăieri. Regatul Ungar a întreprins câteva acțiuni de mică anvergură la granițele cu Bulgaria, Serbia și Bosnia, iar Mircea cel Bătrân, voievod al Țării Românești ocupă în 1389 întreg teritoriul aflat între Dunăre și Marea Neagră, numit în titulatura sa „Podunavia” și mai târziu „Dobrogea”, de la numele lui Dobrotici, cel mai vechi stăpânitor al acestui teritoriu cunoscut de turci. Ca răspuns la ofensiva otomană în Dobrogea din 1391 sub comanda lui Firuz bei, în iarna 1393/1394 Mircea a devastat cuibul de achingii de la Karînovasî.
În 1391, cetele prădalnice ale lui Firuz bei reușiseră să supună Țaratul de Vidin fără luptă. Perioada următoare este caracterizată prin infiltrări ale cetelor otomane în Bulgaria țarului Șișman. Acesta este deposedat de cetăți pe rând, totul culminând cu luarea Nicopolelui prin vicleșug. Silistra a fost ferită de o soartă asemănătoare datorită vigilenței ostașilor munteni. Între timp, îngrijorat de situația din Balcani, Sigismund de Luxemburg atacă Serbia și îi învinge pe turci și pe sârbii aflați sub ascultarea lui Ștefan Lazarevici. În 1393, aflând că Șișman se aliase cu Sigismund al Ungariei, Baiazid a întreprins o campanie în Bulgaria, cucerind și prădând orașul Târnovo, luând ca robi aproape toată populația sa creștină și transformând țaratul lui Șișman – el însuși capturat – în pașalâc. În aceeași vreme este cucerită și Silistra. Așadar Balcanii, cu pozițiile strategice de la Dunăre și dinspre Serbia vasală, încăpuseră pe mâna otomanilor. Pericolul campaniilor de cucerire a Țării Românești și a posesiunilor ungare dinspre Serbia era tot mai iminent.
Acțiunile lui Mircea în spațiul balcanic, cât și relațiile acestuia cu regele Ungariei și cu emirii anatolieni – care primejduiau poziția otomană încă nesigură pe teritoriul european – l-au făcut pe Baiazid să întreprindă o expediție personală de cucerire a Țării Românești, în primăvara lui 1395. 
Pentru a-și spori posibilitățile de acțiune, la 7 martie 1395 Mircea cel Bătrân și regele Sigismund de Luxemburg au încheiat la Brașov un tratat de cooperare militară antiotomană. 

## Confruntarea

Unul dintre vasalii lui Baiazid, prințul sârb Marko Kralevici, căzut la Rovine

Cronicile nu oferă prea multe informații istorice cu privire la desfășurarea bătăliei. Laonic Chalcohondil scrie că după ce a dus populația în munți, Mircea a hărțuit oastea sultanului de la Dunăre până când otomanii și-au așezat tabăra. După cronicile turcești lupta s-a dat pe râul Argeș, cu pierderi mari de ambele părți. În timpul nopții cadavrele soldaților otomani au fost aruncate în râu, lăsând impresia ca oastea otomană era încă întreagă. Văzând câmpul de luptă, Mircea s-a retras.  Cronica bizantino-bulgară relatează un alt deznodământ: văzând râul însângerat de mulțimea cadavrelor Baiazid s-a înspăimântat și a fugit; de asemenea, ne sunt date și niște informații mai concrete despre bătălie. Ele susțin că Mircea cel Bătrân i-a așteptat pe turci pregătit la Rovine, săpând o rețea de șanțuri de apărare de unde, în siguranță, arcașii au tras salvă după salvă de săgeți, încât „soarele nu se mai putea vedea de mulțimea lor”, astfel că toate atacurile armatei otomane au fost respinse de ploi de săgeți și de contraatacuri de infanterie și cavalerie conduse de Mircea însuși. Lupta se crede a se fi oprit la apusul soarelui.
Controversa inițială privind localizarea bătăliei de la Rovine, la Craiova sau prin părțile Argeșului, se datorează unei cronici românești de la sfârșitul secolului al XVII-lea, care încerca minimalizarea înfrângerii suferite de Mircea cel Bătrân în cea de-a doua bătălie, cea de pe râul Argeș. În această campanie n-a existat doar o singură bătălie, Rovine a fost doar locul celei mai importante lupte. Au fost două bătălii importante și mai multe lupte de hărțuială. Cronicile vechi sârbești (Krajevo) și raguzane (Sotta la citta di Chraglievo) pomenesc clar localizarea luptei la Craiova, iar documentele turcești din arhivele de la Topkapî Sarai, studiate de istoricul Constantin C. Giurescu, nu lasă loc de îndoială asupra localizării bătăliei de la Rovine pe raza Craiovei.
Baiazid a pătruns în Țara Românească prin vest, venind din Banat prin valea Cernei, însoțit și de mulți principi sârbi în frunte cu Marko Kraljevic, eroul legendar al sârbilor, care, potrivit cronicarilor sârbi, era pe jumătate român, după mamă, și văr bun cu Mircea cel Bătrân. Unele legende sârbești ar duce chiar la concluzia că mama sa avea o moșie la Craiova unde stătea în fiecare vară, iar crăișorul sârbilor și-ar fi luat numele de la denumirea Craiovei. Tot cronicarii sârbi pomenesc de remușcările și lacrimile vărsate de prinț în drum spre Rovine. 
Tradiția populară susține că ar fi fost ucis chiar de către Mircea deoarece își încălcase jurământul prin care cei doi se legaseră să nu lupte unul împotriva celuilalt.  Tot după tradiția populară printre românii din Timoc, una din bătălii s-a dat la sud de Dunăre, lângă Negotin, unde se menționează și construirea unei biserici în stil bizantin de către Mircea la Coroglași (azi Miloșevo), spre cinstirea creștinilor uciși și a lui Marko Kralevici. Teritoriul de la vest de râul Timoc unde a fost ridicată mănăstirea Coroglași a fost condus de principele bulgar Ivan Strațimir aliat temporar cu Mircea și apoi de alți principi bulgari, ajunși supuși ai sultanului.  

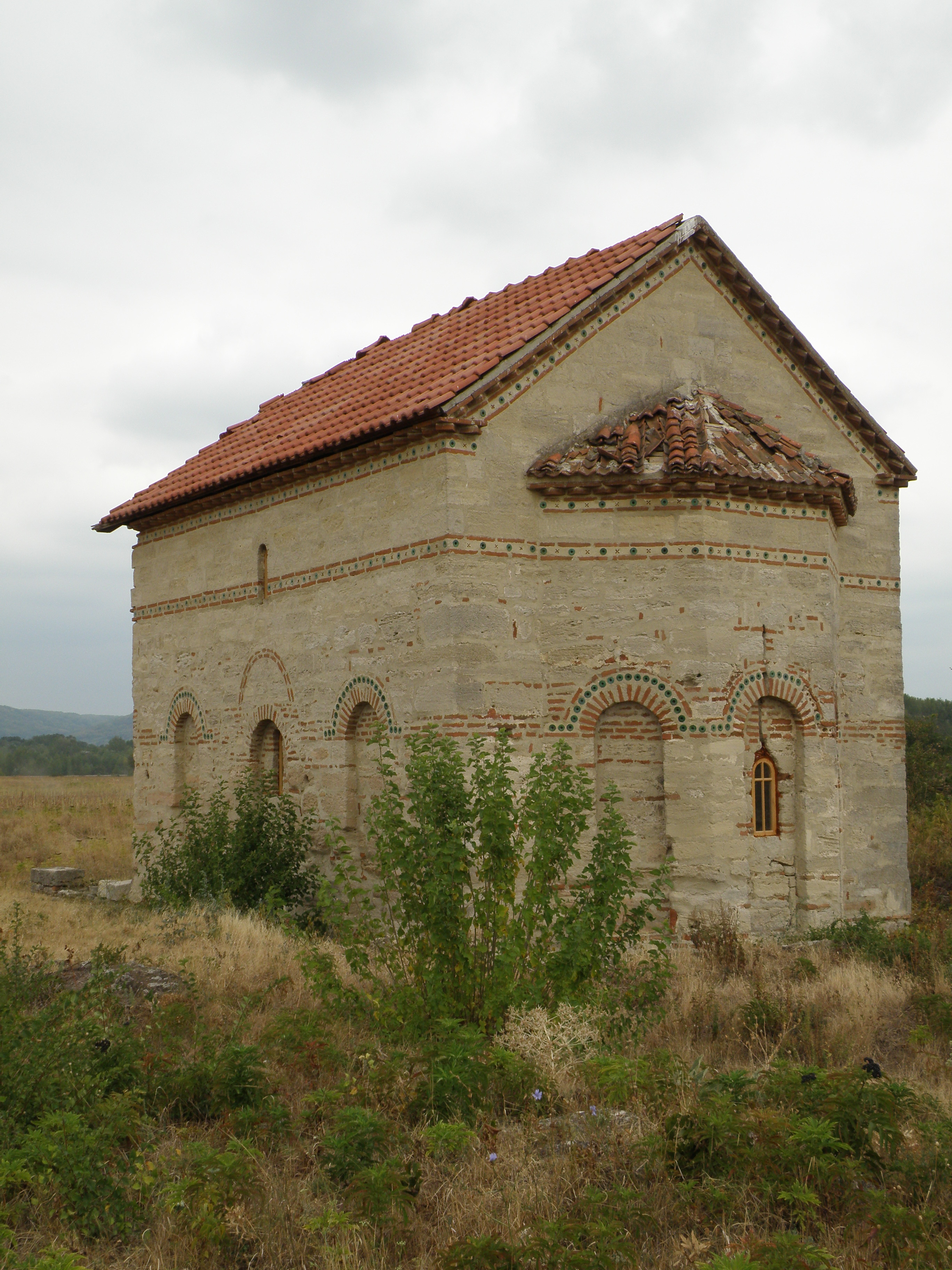
Biserica mănăstirii Coroglași, ridicată de Mircea lângă Negotin, la sud de Dunăre

Mircea a hărțuit, în permanență, oastea turcilor. Înainte de Rovine s-au dat mai multe lupte de mică amploare. Lupta principală s-a dat probabil în locurile mlăștinoase de la Făcai, Balta-Verde, Podari, Popoveni lângă ruinele castrului roman Pelendava, care au constituit locul întărit unde Mircea cel Bătrân pare să-și fi dispus arcașii. Mircea trimisese câteva detașamente de pedestrași să hărțuiască oastea otomană pentru a-l atrage pe Baiazid în mlaștini. Baiazid, recunoscut pentru atacurile sale pline de elan și curaj, care nu țineau cont de piedicile puse în cale, a forțat un atac masiv prin zona mlăștinoasă, dar cu cât se apropiau de ruine, soldații săi s-au trezit imobilizați de adâncimea crescândă, de vegetația mlaștinii, de mâl și nămol. Românii cunoșteau culoare înguste pe care se putea merge printre smârcurile mlaștinii, așa că s-au retras, în timp ce otomanii au rămas imobilizați în mlaștină. O cronică bulgară descrie începutul luptei: „..și lănci nenumărate s-au frânt, iar cerul nu se mai vedea de desimea săgeților”. Prima parte a bătăliei a fost un fel de execuție agonizantă a avangardei lui Baiazid, care a fost distrusă aproape în întregime de săgețile și sulițele românilor. Deși atacul a început înaintea prânzului, prima parte a luptei s-a încheiat spre seară, când turcii pierduseră aproape un sfert din oaste, pe când românii pierduseră doar câțiva oameni. Insensibil la dezastrul armatei sale, în timp ce avangarda otomană pierea în mlaștini, Baiazid ordona restului armatei să așeze tabăra și să o înconjoare cu palisade din pământ și copaci. După lăsarea întunericului, trimite cavaleria spre dealurile de peste apa Jiului, cu scopul de a-l ataca din spate pe Mircea. Iscoadele lui Mircea îi aduc vestea, iar Mircea trimite, la rândul său, cavaleria care reușește să-i atragă pe turci departe de locul luptei. În timpul nopții, românii atacă tabăra otomană, turcii se găsesc înconjurați de o armată mult mai mică și blocați de propriile palisade la fel cum în timpul zilei au fost blocați în mlaștini. Românii trag cu săgeți aprinse, turcii au câteva încercări nereușite de ieșire din mijlocul propriului lagăr și sunt cuprinși de panică. Spre dimineață, Baiazid reușește sa facă o breșă și să fugă lăsând pe câmpul de luptă cea mai mare parte a oștirii. Cu o armată mult mai mică, de doar 10 000 de oameni, Mircea cel Bătrân reușise o victorie răsunătoare pe care însă n-a putut să o fructifice.
Profitând de absența lui Mircea, Vlad (Uzurpatorul) îi ia tronul cu ajutorul unor boieri trădători. Baiazid, deși fugise trecând deja Dunărea pe la Turnu Măgurele, reușește rapid să-și regrupeze soldații rămași și să strângă alte câteva corpuri de oaste turcești și bulgărești. Se repede în ajutorul lui Vlad Uzurpatorul. Mircea care, se pare, dăduse drumul la casele lor unei părți din oaste, se trezește amenințat, din nord de către Vlad Uzurpatorul, iar din sud de Baiazid. Încearcă să oprească înaintarea turcilor pe Argeș, lângă Pitești, dar ariergarda lui este învinsă. Cu soldații rămași a reușit să fugă în Transilvania. Va reveni însă curând în țară, îndepărtându-l pe Vlad Uzurpatorul și continuându-și politica antiotomană.

## Urmări
Bătălia însă nu a fost una decisivă, Baiazid reușind să se retragă la sud de Dunăre cu armata intactă ca apoi să se întoarcă cu forțe și mai mari reușind să îl pună domn pe Vlad I Uzurpatorul și să îl forțeze pe Mircea să se retraga în Transilvania (cel mai probabil la domeniul său din Huedin ), apoi avea să participe la bătălia de la Nicopole. Chiar dacă bătălia a fost pierdută, până la urma Mircea cel Bătrân a reușit să recâștige cu ajutorul voievodului Stibor (voievodul Transilvaniei) tronul Țării Românești în decembrie 1396. 

## Datare
În 1876 istoricul ceh Konstantin Jireček propunea pentru bătălia de la Rovine data de 10 octombrie 1394 după o mențiune găsită în cronicile sârbești publicate de Pavel Jozef Šafárik în 1851. 
Un an mai târziu, Hasdeu observa că data morții unuia dintre vasalii lui Baiazid căzuți la Rovine, Constantin Dragaș, este pomenită într-un document contemporan, un ustav de la mânastirea Hilandar, și astfel stabilea data bătăliei la 17 mai 1395. Observația sa a fost susținută de bizantinologul român Constantin Litzica în 1901, care pe baza unui alt document contemporan emis de mânastirea Petra din Constantinopol confirma data morții lui Dragaș în primăvara lui 1395.
În 1928 istoricul sârb Đorđe Spasojević Radojičić a arătat că data de 10 octombrie apare în cele mai recente cronici sârbești aparținând unei aceleiași tradiții privind lupta de la Rovine și este așadar o interpolare târzie. De asemenea a susținut data de 17 mai cu argumentele lui Hasdeu și Litzica. Argumentul său a fost adoptat, cu puține excepții, atât de istoriografia internațională, dar mai recent și de unii istorici români. 
Alți istorici români au considerat ambele mărturii autentice, pomenind astfel două bătălii: cea de la Rovine, la 10 octombrie 1394 și o a doua la 17 mai 1395.
În datarea luptei de la Rovine trebuie să se țină cont de un fapt foarte important. Turcii otomani au întreprins toate campaniile numai primăvara și vara. Acest fapt era condiționat de două aspecte foarte importante.
1. Clima în Evul Mediu era mai rece[necesită citare] astfel încât pe teritoriul României primele zăpezi începeau uneori din lunile octombrie și noiembrie.[necesită citare]
2. Turcii otomani erau o populație ce locuia pe un teritoriu cu o climă mediteraneeană și submediteraneeană, obișnuiți mai mult cu verile călduroase decât cu iernile geroase și cu multă zăpadă. Mai mult, vestimentația otomană era formată în general din țesături subțiri specifice Asiei Mici, nu din blănuri pe care le puteau obține, la prețuri destul de mari, de la negustorii din Asia Centrală sau Europa Nordică.

Lupta de la Rovine a avut loc ca urmare a primei campanii de mare anvergură întreprinsă de turcii otomani la nord de Dunăre, campanie pe care nu o puteau începe în nici un caz în pragul iernii.
Așadar, lupta de la Rovine între oastea română condusă de Mircea cel Bătrân și cea otomană condusă de sultanul Baiazid, a avut loc în primăvara anului 1395, cel mai probabil în ziua de 17 mai.

## Moștenire
O descriere epică a bătăliei apare în Scrisoarea a III-a de Mihai Eminescu.